# Kăpinovți, Razgrad
Kăpinovți (în bulgară Къпиновци) este un sat în comuna Isperih, regiunea Razgrad,  Bulgaria. 

## Demografie
Componența etnică a satului Kăpinovți
     Turci (95,89%)
     Romi (3,65%)
     Nicio identificare (0,45%)
     Altele (0%)
La recensământul din 2011, populația satului Kăpinovți era de 219 locuitori. Din punct de vedere etnic, majoritatea locuitorilor (95,89%) erau turci, cu o minoritate de romi (3,65%). Pentru 0,45% din locuitori nu este cunoscută apartenența etnică.